# Districte de Loches
El districte de Loches és un dels tres amb què es divideix el departament francès de l'Indre i Loira a la regió del Centre-Vall del Loira. Té 6 cantons i 67 municipis. El cap del districte és la sotsprefectura de Loches.

## Cantons
cantó de Descartes - cantó de Le Grand-Pressigny - cantó de Ligueil - cantó de Loches - cantó de Montrésor - cantó de Preuilly-sur-Claise